# Christian Winther
Christian Winther (celým jménem Rasmus Villads Christian Ferdinand Winther, 29. července 1796, Fensmark u Næstvedu – 30. prosince 1876, Paříž) byl dánský pozdně romantický básník.

## Život
Narodil se v rodině duchovního. Roku 1824 dokončil studium teologie na Kodaňské univerzitě, ale knězem se nestal. Působil jako domácí učitel, začal psát lyrické básně a roku 1828 vydal svou první básnickou sbírku Digte (Básně), jejímiž bezprostředními a prostými verši si získal širokou čtenářskou obec. Dědictví po strýci mu v letech 1830–1831 umožnilo cestovat po Evropě (Německo, Itálie a Švýcarsko).
Roku 1841 odjel do Neustrelitzu, kde jej dánský král Kristián VIII. jmenoval profesorem dánštiny pro korunní princeznu Karolinu Marianu Meklenbursko-Střelickou, manželku jeho syna a pozdějšího krále Frederika VII.
Roku 1848 se oženil s Julií Constancí Werlinovou (rozenou Lütthansovou), se kterou se znal již od roku 1836, když byla ještě provdána. Roku 1851 získal státní důchod. Ke stáří mu hrozila slepota, prožíval manželskou krizi a žil hlavně v Paříži, kde také zemřel. Pochován je v Kodani.
Ve svých verších postupně přešel od biedermeierovské idyličnosti k romantické rozpolcenosti. Některá jeho díla obsahují erotické motivy a byla dokonce označena za nemravná. Jeho básně se vyznačují obdivem k přírodě a k ženám a mnohé z nich zlidověly a staly se z nich písně. Kromě poezie psal také prózu.

## Dílo
- Digte (1828, Básně).

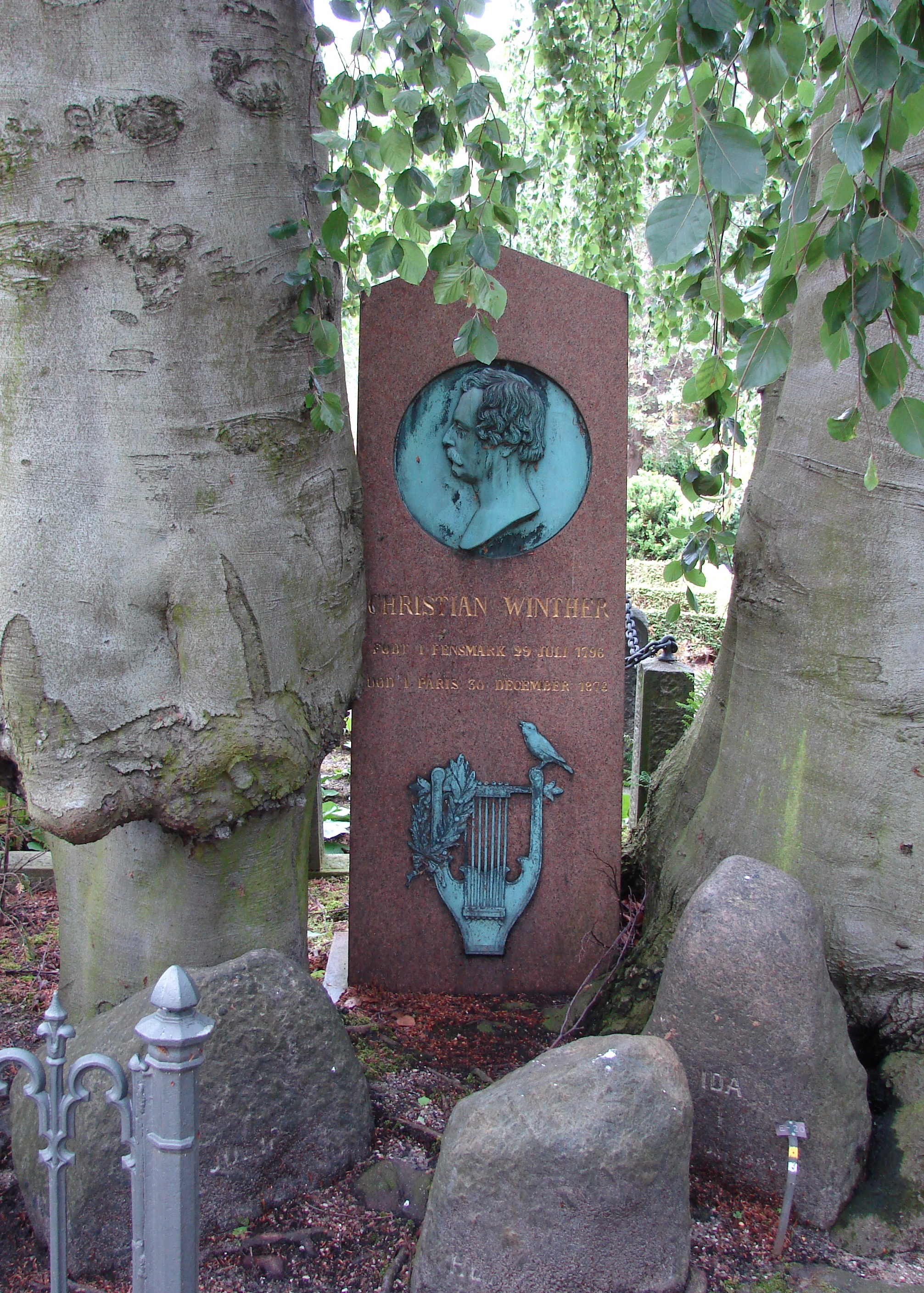
Básníkův hrob v Kodani

- Digte, gamle og nye (1832, Staré a nové básně), druhé, rozšířené vydání sbírky z roku 1825.
- Nogle Digte (1835, Různé básně), básnická sbírka obsahující mimo jiné cyklus milostných veršů Anette a humornou báseň pro děti Flugten til Amerika (Útěk do Ameriky).
- Sang og Sagn (1839, Písně a legendy).
- Haandtegninger (1840, Obrázky).
- Digtninger (1842, Verše).
- Fire Noveller (1843, Čtyři novely), obsahuje novely Skriftestolen (Zpovědnice), En Hevn (Pomsta), Et Hjertes Gaade (Tajemství srdce) a En Aftenscene (večerní scéna). První dvě popisují až patologické milostné vášně a byly označovány za nemravné, další dvě jsou jemné psychologické analýzy.[2][6]
- Haandtegninger, gamle og nye (1846, Staré a nové obrázky).
- Lyriske Digte (1849, Lyrické básně).
- Nye Digte (1851, Nové básně).
- Nye Digtninger (1853, Nové verše), sbírka obsahuje také psychologickou povídku Episode af et familieliv (Epizoda z rodinného života).
- Hjortens Flugt (1856, Jelenův útěk), rozsáhlá epická báseň, odehrávající se v 15. století v jižním Sjællandu, napsaná ve čtyřřádkovýh slokách po vzoru Písně o Nibelunzích. Příběh je plný erotických zápletek, pohybuje se od idyličnosti k démoničnosti a zdůrazňuje nezkrotné síly přírody.[2][6]
- Samlede Digtninger (1860, Sebrané básně).
- Brogede Blade (1865, Pestré listy).
- En Samling Vers (1872, Sebrané verše).
- Efterladte Digte (1879, Posmrtné básně).

## Filmové adaptace
- Hjortens Flugt (1907, Jelenův útěk), dánský němý film, režie Viggo Larsen.[7]
- Zpovědnice (1928), československý němý film, režie Norbert Mašek.[8]